# کانتساخ
کانتساخ (به آلمانی: Kanzach) یک شهر در آلمان است که در Biberach واقع شده‌است. کانتساخ ۴۹۳ نفر جمعیت دارد.